# Dél-Szudán külkapcsolatai

A Dél-Szudánt (sárga) elismerő (sötétzöld) államok

Dél-Szudán külkapcsolatai Dél-Szudán kapcsolatát takarja a szuverén államokkal és nemzetközi szervezetekkel a függetlenség 2011. július 9-i kikiáltása után. Szudán volt az első, amely elismerte az új állam függetlenségét, majd az ország 2011. július 14-én csatlakozott az ENSZ-hez, július 28-án pedig az Afrikai Unióhoz.

## Nemzetközi elismertség
Igen sok állam ismerte el Dél-Szudánt függetlenedése után, illetve tervezi elismerését. A legelső ilyen Szudán volt 2011. július 8-án, egy nappal a függetlenség kikiáltása előtt. Egyiptom volt a második olyan ország, amely szándékát fejezte ki az állam elismerését illetően. Másnap 25-nél is több ország ismerte el az új államot, köztük az ENSZ BT összes állandó tagja is. 2013. január végéig 122 ENSZ-tagállam és 6 további állam (Tajvan, a Vatikán, a Dnyeszter Menti Köztársaság, Szomáliföld, Nyugat-Szahara és a Palesztin Nemzeti Hatóság) ismerte el az új államalakulatot.

## Külképviseletek az országban
Az Amerikai Egyesült Államok Jubában lévő konzulátusát július 9-én nagykövetséggé nyilvánította. Szudán kijelentette azon szándékát, hogy nagykövetséget nyisson a dél-szudáni fővárosban. Egyiptom szintén kíván a fővárosban követséget nyitni, méghozzá az ott lévő konzulátusát alakítva nagykövetséggé. Az Egyesült Királyság szintén nagykövetséget nyitott a fővárosban. Az indiai kormány úgyszintén követség nyitását tervezi Dél-Szudánban. Kína 2010 vége óta rendelkezik konzulátussal az országban. Izrael július 28-án nagykövetség létesítésében egyezett meg Dél-Szudánnal.
A következő országok rendelkeznek diplomáciai jellegű külképviseletekkel Dél-Szudánban:

### Nagykövetségek
| - Amerikai Egyesült Államok - Dél-afrikai Köztársaság - Egyesült Királyság - Egyiptom - Etiópia - Franciaország - Hollandia - India - Japán | - Kenya - Kína - Németország - Norvégia - Szomália - Szudán - Törökország - Uganda - Vatikán |

Nagykövetség nyitását tervezi:
- Oroszország[33]

### Konzulátusok és egyéb irodák Jubában
- Eritrea (Főkonzulátus)[34]
- Kanada (a Nairobiban székelő kanadai főkonzul helyi irodája)[35]
- Líbia (Konzulátus)
- Nigéria (Konzulátus)[23]
- Szomáliföld [36]
- Uganda (Főkonzulátus)[37]
- Zimbabwe (Konzulátus)[38]

### Akkreditált nagykövetségek
Az államoknál zárójelben fel van tüntetve a város, ahol a nagykövetség található.
| - Ausztrália (Nairobi) - Ausztria (Addisz-Abeba) - Belgium (Kampala) - Botswana (Addisz-Abeba) - Brazília (Addisz-Abeba) - Bulgária (Addisz-Abeba) - Dánia (Addisz-Abeba) - Dél-Korea (Kartúm) - Finnország (Addisz-Abeba) - Izrael (Jeruzsálem) - Írország (Addisz-Abeba) - Kanada (Nairobi) - Kolumbia (Nairobi) | - Kuba (Addisz-Abeba) - Nyugat-Szahara (Addisz-Abeba) - Olaszország (Addisz-Abeba) - Oroszország (Kampala) - Románia (Kartúm) - Srí Lanka (Nairobi) - Spanyolország (Kartúm) - Svájc (Addisz-Abeba) - Svédország (Kartúm) - Szerbia (Addisz-Abeba) - Szlovákia (Nairobi) - Ukrajna (Nairobi) |

## Dél-Szudán külképviseletei

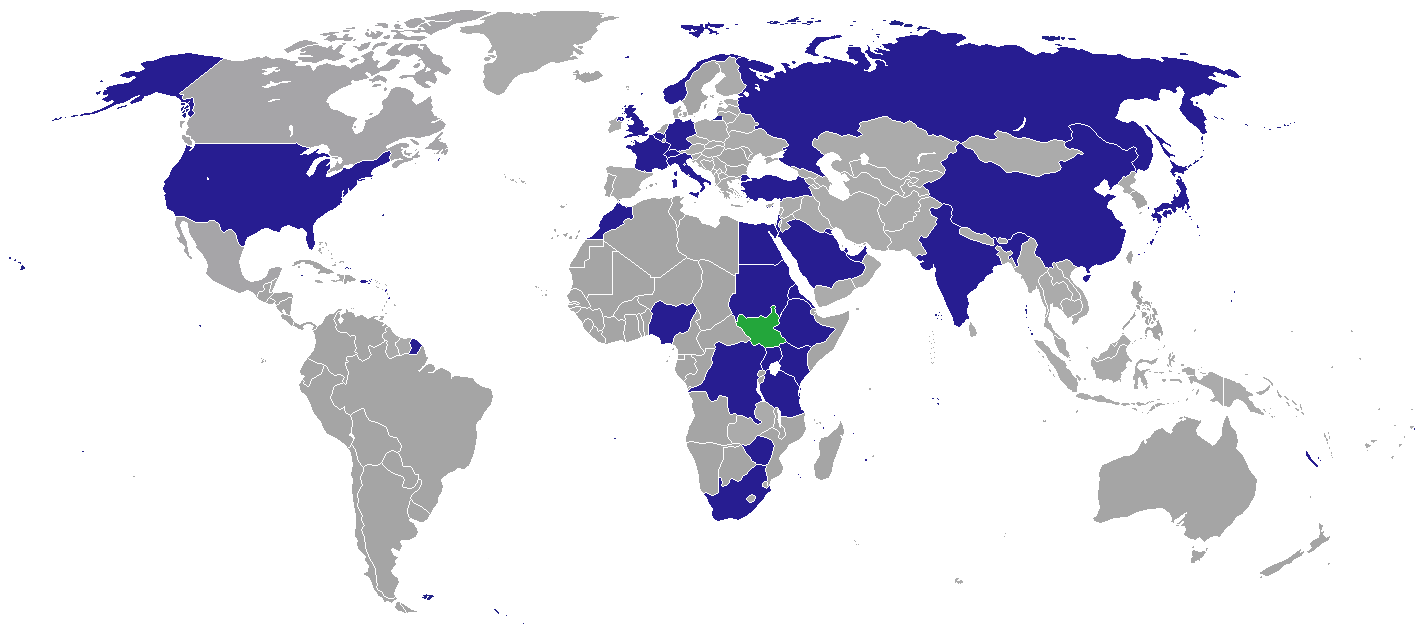
Dél-Szudán külképviseletei

Dél-Szudán 54 nagykövetség nyitását tervezi világszerte. 
Jelenleg az ország több érdekképvislei irodát tart fenn, melyeket folyamatosan alakít át nagykövetségekké (a kenyai és az amerikai egyesült államok beli irodáit már nagykövetségekké is alakította).

### Nagykövetségek
Az alábbi államokban rendelkezik Dél-Szudán nagykövetségekkel (zárójelben a város neve, ahol a nagykövetség található)
| - Amerikai Egyesült Államok (Washington) - Belgium (Brüsszel) - Dél-afrikai Köztársaság (Pretoria) - Egyesült Királyság (London) - Egyiptom (Kairó) - Eritrea (Aszmara) - Etiópia (Addisz-Abeba) - Franciaország (Párizs) - India (Delhi) - Kenya (Nairobi) | - Kongói Demokratikus Köztársaság (Kinshasa) - Kína (Peking) - Oroszország (Moszkva) - Németország (Berlin) - Nigéria (Abuja) - Norvégia (Oslo) - Svájc (Bern) - Szudán (Kartúm) - Törökország (Ankara) - Uganda (Kampala) - Zimbabwe (Harare) |

Továbbá:
- Európai Unió (Brüsszel) [23] (akkreditálva több uniós tagállamba is)
- Európai Unió (Genova)[74]
- ENSZ (New York) állandó képviselet a szervezetben[66]

### Egyéb külképviseletek
Az alábbi államokban rendelkezik Dél-Szudán nem nagykövetségi szintű külképviseletekkel (zárójelben a város neve, ahol az iroda található)
| - Kanada (Ottawa) – Érdekképvisleti iroda |

## Nemzetközi szervezetek
Dél-Szudán 2011. július 14-én lett az ENSZ 193. tagja, majd július 28-án az Afrikai Unió is elfogadta csatlakozási kérelmét, így annak 54. tagállamává vált.
Az állam 2012. március 18-án csatlakozott a Világbankhoz is.
Az ország több másik szervezetbe is kérte felvételét, többek között a Nemzetközösségbe, a Kelet-afrikai Közösségbe, a Nemzetközi Valutaalapba.  Az állam helye az Arab Ligában is biztosított, amennyiben csatlakozni kíván, de választhatja a megfigyelői státust is. Az Iszlám Konferencia Szervezete szintén kijelentette Dél-Szudán csatlakozási lehetőségét, annak ellenére, hogy az nem muzulmán többségű.